# Montigny (Cher)
Montigny é uma comuna francesa na região administrativa do Centro, no departamento de Cher. Estende-se por uma área de 28,65 km². Em 2010 a comuna tinha 383 habitantes (densidade: 13,4 hab./km²).